# Chlorid zlatný
Chlorid zlatný je anorganická sloučenina s chemickým vzorcem AuCl. Čistý chlorid zlatný byl poprvé připraven roku 1873 německým chemikem Georgem Leuchsem.

## Příprava
Chlorid zlatný vzniká termálním rozkladem chloridu zlatitého, získaného z kyseliny chlorozlatité:
HAuCl4 → AuCl + HCl + Cl2
Lze jej také získat reakcí chloru se zlatem při teplotě 250 °C:
2 Au + Cl2 → 2 AuCl
Chlorid zlatný vzniká také termálním rozkladem chloridu zlatitého.

## Vlastnosti
Chlorid zlatný je svěle žlutá pevná látka.
Chlorid zlatný krystalizuje v tetragonální soustavě s prostorovou grupou I41/amd (Číslo 141) a parametry mřížky a = 6,734 Å, c = 8,674 Å. Některé zdroje uvádí ortorombickou soustavu s prostorovou grupou Cmmm (Číslo 65) a parametry mřížky a = 6,41 Å, b = 3,36 Å, c = 9,48 Å a jiné uvádí také jednoklonnou soutavu.
Je rozpustný v roztocích alkalických chloridů a po rozpuštění ve vodě se rozkládá na zlato a kyselinu trichloro-hydroxozlatitou:
3 AuCl + H2O → 2 Au + H[AuCl3OH]
Některé komplexy chloridu zlatného jsou však velmi stabilní.
Při zahřátí ve vodě chlorid zlatný disproporcionuje na zlato a chlorid zlatitý:
3 AuCl → 2 Au + AuCl3
Při ještě vyšších teplotách, kolem 500 °C, se všechny chloridy zlata přeměňují na zlato. Tato přeměna je klíčová pro Millerův proces, který je využíván k čištění zlata.
Chlorid zlatný reaguje s bromidem draselným za vzniku kovového zlata:
3 AuCl + 4 KBr → KAuBr4 + 2 Au + 3 KCl

## Využití
Chlorid zlatný se využívá jako katalyzátor v organické syntéze.

## Bezpečnost
Chlorid zlatný může dráždit kůži a oči, poškodit ledviny a snížit počet bílých krvinek.